# Studios Wessex
Les studios Wessex (« Wessex Sound Studios » en anglais) sont un studio d'enregistrement situé à Londres, dans le district d'Highbury. De nombreux artistes musicaux de renommée mondiale y ont travaillé dont R.E.M., The Rolling Stones ou encore Madonna. Parmi les nombreux albums qui y ont été enregistrés : In the Court of the Crimson King de King Crimson, A Day at the Races de Queen, Never Mind the Bollocks des Sex Pistols, London Calling et Sandinista! des Clash, Spirit of Eden et Laughing Stock de Talk Talk... Le lieu a été vendu à une compagnie immobilière en 2003.

## Histoire
Le bâtiment est construit en 1881 en tant que salle paroissiale de l'église Saint-Augustin d'Highbury. À l'instar des autres bâtisses de l'époque victorienne, son architecture épouse le style néogothique.
En 1960, la famille Thompson transforme l'église en studio d'enregistrement. Ils le nomment Wessex à cause de leur précédent studio qui était situé dans le royaume de Wessex. George Martin, producteur des Beatles, rachète ensuite le lieu en 1965. En 1975, Chrysalis achète à son tour les studios Wessex et les studios AIR de Martin. Ce dernier devient d'ailleurs le directeur de la société.
En 2003, Neptune Group achète le bâtiment pour en faire un lotissement appelé The Recording Studio, avec huit appartements et une maison.

## Filmographie
L'histoire des Studios Wessex est évoquée dans le documentaire In a Silent Way, consacré à l'enregistrement des albums Spirit of Eden et Laughing Stock de Talk Talk.